# Giuseppe Terragni
Giuseppe Terragni (Meda, 18 aprile 1904 – Como, 19 luglio 1943) è stato un architetto italiano, considerato il massimo esponente del razionalismo italiano.

## Biografia
(Giuseppe Terragni)
Giuseppe Terragni nasce a Meda, da Michele un costruttore e titolare di un'impresa edile e da Emilia Giamminola che contribuì in maniera determinante alla formazione del futuro architetto. Per seguire le scuole elementari e tecniche si trasferì a Como presso i parenti materni. Nel 1917 s'iscrive al corso di fisica-matematica all'Istituto Tecnico di Como, nel 1921 conosce Luigi Zuccoli, con il quale avrebbe poi collaborato.
Nel 1921 si diploma e si iscrive alla Scuola Superiore di Architettura presso il Regio Istituto Tecnico Superiore (poi Politecnico di Milano); nel 1925 conosce Pietro Lingeri con il quale stabilirà un'amicizia e una collaborazione professionale che durerà tutta la vita. 

Il 16 novembre 1926 si laurea e un mese più tardi firma, assieme a Luigi Figini, Adalberto Libera, Gino Pollini, Guido Frette, Sebastiano Larco Silva e Carlo Enrico Rava, il primo documento ufficiale del razionalismo italiano. È così costituito il Gruppo 7, che negli anni successivi si qualifica, allargandosi, nel Movimento Italiano di Architettura Razionale (MIAR). 
Nel 1927 escono, sulla rivista "Rassegna italiana" i quattro articoli considerati il manifesto del Razionalismo italiano. Terragni è uno dei sette firmatari del manifesto.
Nel 1933 fonda, insieme ai compagni astrattisti, la rivista "Quadrante" che verrà poi diretta da Pietro Maria Bardi e Massimo Bontempelli. Fino al 1940 Terragni è in piena attività e ha molte opere in corso: il Danteum (in collaborazione con Lingeri, architettura allegorica che celebra Dante Alighieri, caratterizzata da un percorso a spirale), il progetto per la sistemazione del quartiere Cortesella (e altri complementi del piano regolatore) di Como, la Casa del Fascio e la raffinata e complessa Casa Giuliani Frigerio, suo ultimo capolavoro realizzato.
L'artista viene poi chiamato alle armi e, dopo un breve periodo di addestramento, viene inviato nel 1941 prima in Jugoslavia e poi in Russia, da cui tornerà seriamente provato fisicamente e psicologicamente.
Terragni ha solo 39 anni quando il 19 luglio del 1943 cade fulminato da una trombosi cerebrale sul pianerottolo delle scale di casa della fidanzata, a Como.
Riposa nella tomba di famiglia a Lentate sul Seveso (MB).
Ampia è la bibliografia a lui dedicata, come numerose sono le mostre dedicate al suo lavoro. Se l'opera di Terragni sia da considerarsi fascista in senso ortodosso o la sua sublimazione è oggetto di dibattito.

### La professione e le opere
(Bruno Zevi, Giuseppe Terragni, Bologna, 1980)
Prima ancora di laurearsi (1925-26) aveva redatto un progetto per la Villa G. Saibene a Como, in stile neomedievale. In parte era stato ispirato dall'appello del 1880 di Camillo Boito, che aveva indicato per l'Italia democratica uno stile ispirato alle maniere municipali del trecento. Nel 1926 insieme a Pietro Lingeri aveva partecipato al concorso pubblico per un intervento nella zona monumentale di Como, tra il duomo, il Broletto e il campanile romanico della chiesa di san Giacomo.
Sin dagli inizi, Terragni fu molto condizionato da ciò che avveniva fuori d'Italia. Soprattutto la Germania, ma anche l'Austria, la Francia e gli Stati Uniti furono considerati da lui le culle del movimento moderno: infatti, la biblioteca del suo studio era ben fornita di pubblicazioni, manuali e periodici provenienti dall'estero. Si recò in Germania nel 1927 e nel 1931.

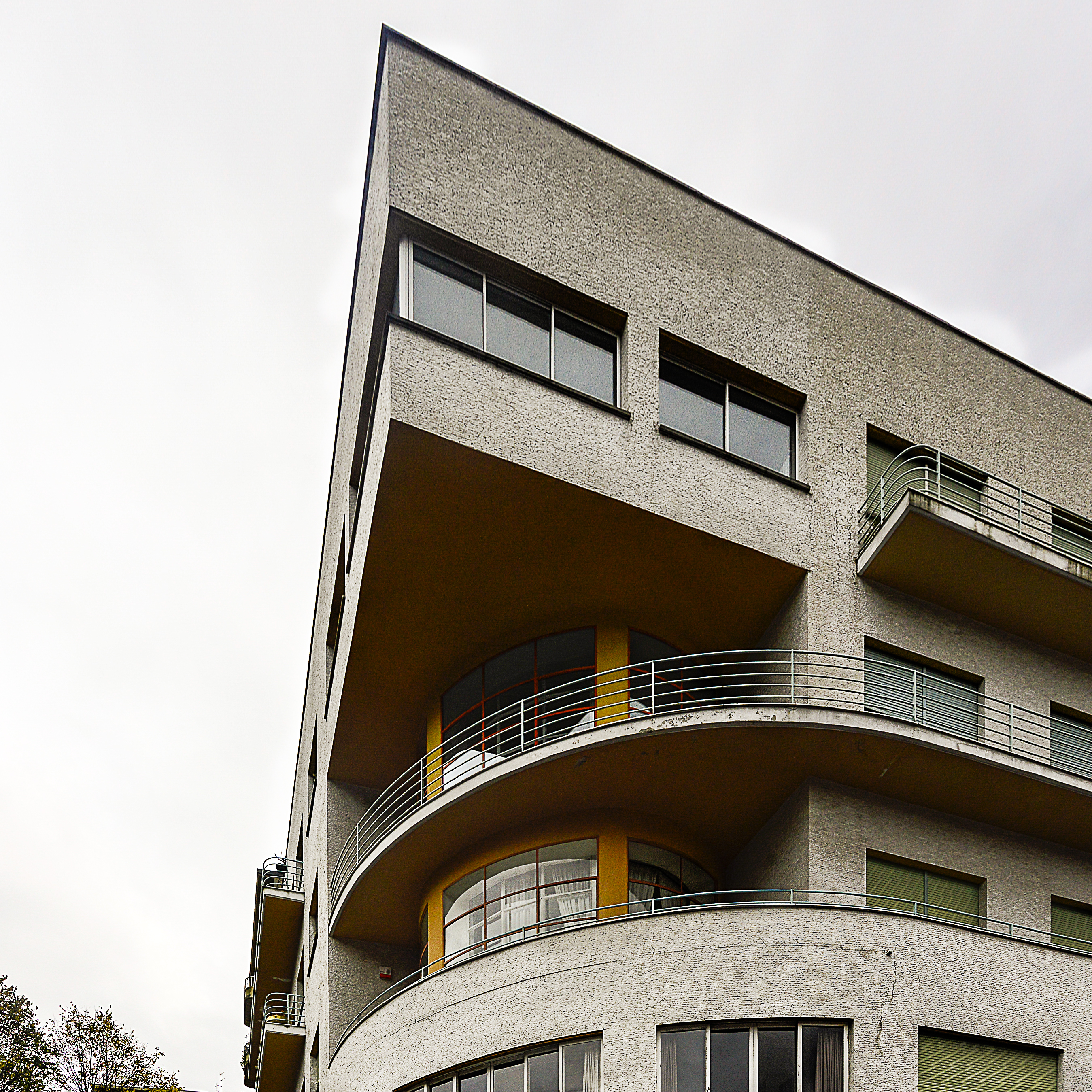
Como: Novocomum (1927/29)

Nel 1927, Terragni aprì uno studio a Como con il fratello ingegnere Attilio.
Il suo primo lavoro fu la ristrutturazione della facciata dell'albergo Metropole-Suisse. Intanto, Giuseppe Terragni cominciò la sua collaborazione con Luigi Zuccoli: studiò alcune soluzioni per l'edificio ad appartamenti "Novocomum" a Como (1927-29),che fu il suo primo edificio a essere costruito. Fu realizzato però illegalmente, perché il progetto presentato era d'impronta neoclassicista e fu invece costruito l'attuale edificio, che s'innesta nell'avanguardia europea, dove s'intrecciano elementi del linguaggio espressionista tedesco e del costruttivismo sovietico. In particolare, la soluzione dell'angolo riprende modelli come, per esempio, il circolo operaio Zuev a Mosca dello strutturalista Ivan A. Golosov. Nacque una forte polemica contro l'edificio e la commissione edilizia del comune di Como aprì un'inchiesta, per verificare se «l'edificio costituisse un elemento di deturpazione». 
Nel 1928 Terragni partecipò all'Esposizione italiana di architettura razionale a Roma, dove espose anche il progetto del Novocomum, in corso di costruzione.
Fra il 1928 e il 1932 realizzò il Monumento ai Caduti a Erba, che Terragni definì il primo monumento ai caduti moderno realizzato in Italia. Nel sacrario era posto un altorilievo di Lucio Fontana, avente per tema La Vittoria, che fu rimosso nel 1936.

Francobollo dedicato da Poste Italiane in occasione del 100º della nascita dell'artista

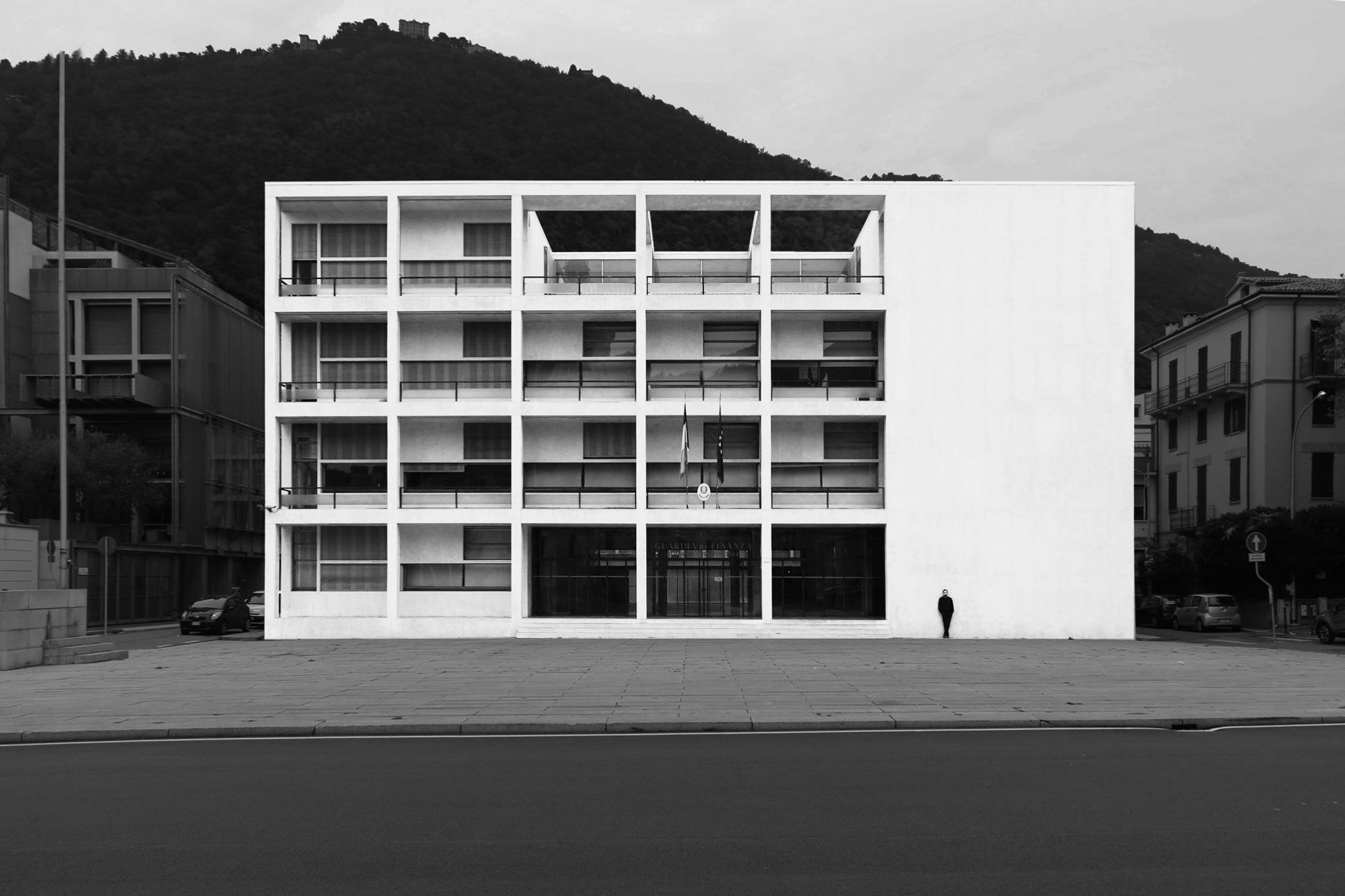
Como: Casa del Fascio (1932/36)

Nel 1932 a Como iniziarono i lavori della Casa del Fascio, opera che è stata definita da Bruno Zevi una pietra miliare dell'architettura moderna europea. Si tratta di un prisma perfetto, con l'altezza corrispondente alla metà della base. L'impianto è rigido; quadrato e prisma sono canoni del purismo corbusieriano, ma in questo caso il volume non è posto su pilotis e le facciate non sono libere rispetto all'intelaiatura strutturale. Il risucchio dell'atrio e lo sfondamento sul cielo garantiscono la trasparenza del blocco. La trasparenza venne propugnata dallo stesso Terragni, che dichiarò: «ecco predominare nello studio di questa Casa del Fascio il concetto della visibilità, dell'istintivo controllo stabilito fra pubblico e addetti di Federazione», rispondendo nel contempo alle richieste del regime, che voleva che l'edificio pubblico fosse una casa di vetro, disponibile e senza segreti.
Nel 1933 Terragni aprì uno studio a Milano con Lingeri; insieme costruirono cinque case per appartamenti. 
Insieme a Piero Bottoni partecipò al IV CIAM, dove furono formulati dei principi, pubblicati nella Carta di Atene l'anno successivo. Questi principi furono da loro applicati nel progetto C.M.8 (Como-Milano 8) del piano regolatore di Como, presentato al bando di concorso a cui parteciparono anche Lingeri, Cesare Cattaneo, Luigi Dodi, Alberto Mario Pucci e altri. 

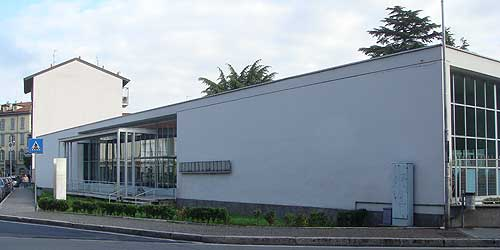
Como: Asilo Sant'Elia

Nel 1936 realizzò l'Asilo Sant'Elia, con un'architettura libera e felice, caratterizzata da ampi spazi luminosi e dal dialogo tra le intelaiature strutturali e i volumi. L'intervento s'inserisce nel programma sociale di una scuola per l'infanzia in grado di contribuire alla liberazione della donna dalla sudditanza domestica e "a dare ai piccoli un ambiente sano, igienico, aperto al verde, al gioco, all'educazione. Non nei quartieri alti e ricchi, ma nell'espansione operaia di Como, in periferia." La costruzione aveva grandi pareti trasparenti, ampie penetrazioni di luce e di aria, il riscaldamento, una cucina moderna e l'arredamento suscettibile di una produzione in serie. Questo monumento dell'arte del XX secolo aveva una magistrale compenetrazione tra natura e architettura, che andava ben oltre il razionalismo. Ora questo immobile giace in stato di abbandono.

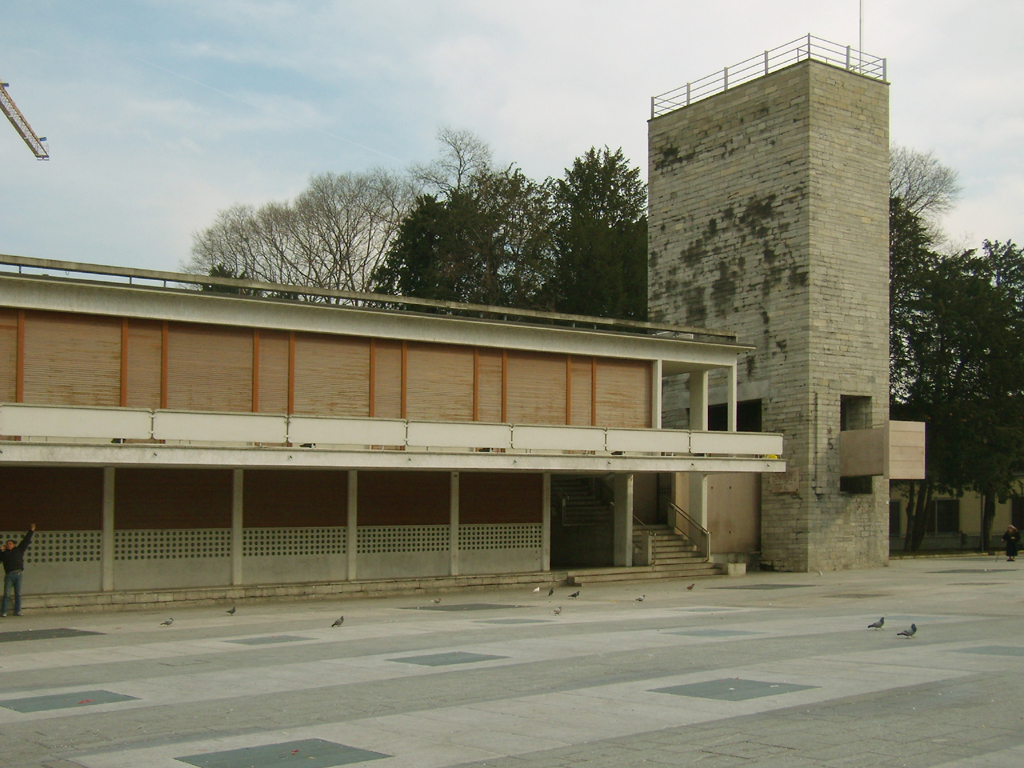
il Palazzo Terragni a Lissone, in Brianza

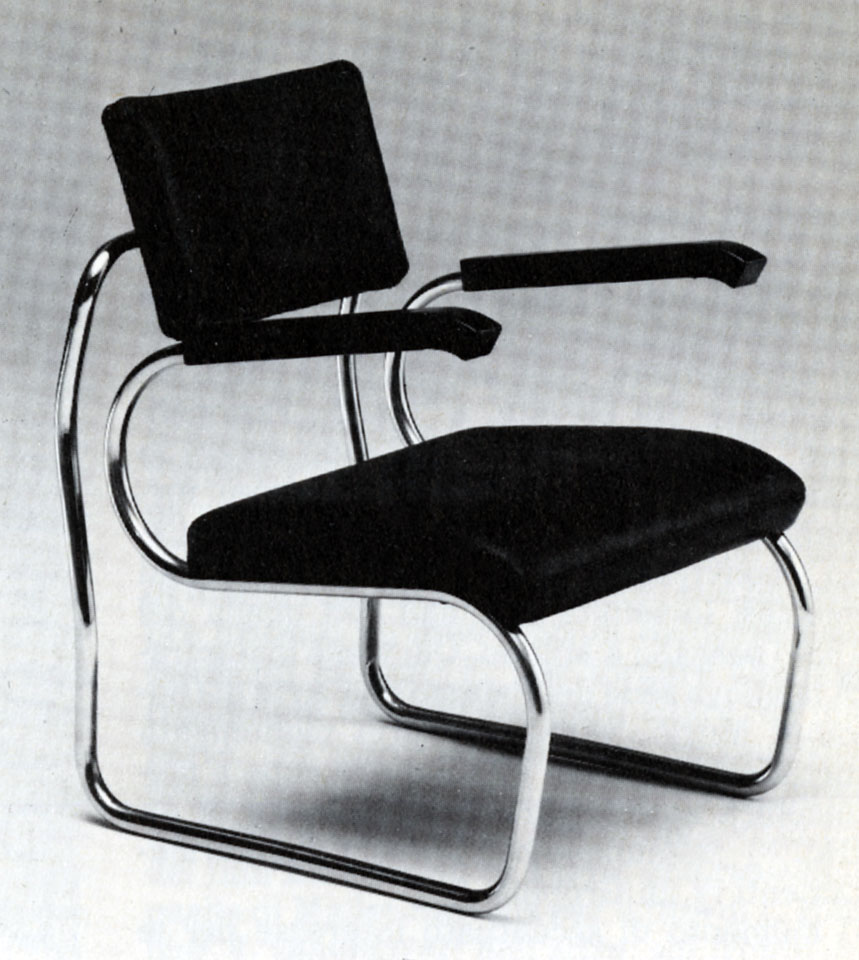
Poltroncina Sant'Elia di Giuseppe Terragni 1936

Nel 1937 Terragni, con Lingeri e Cattaneo, partecipò al concorso per il Palazzo dei Ricevimenti e dei Congressi per l'E.42, presentando il progetto di un edificio modernissimo, che documenta la sua distanza dal monumentalismo dilagante in quell'epoca.

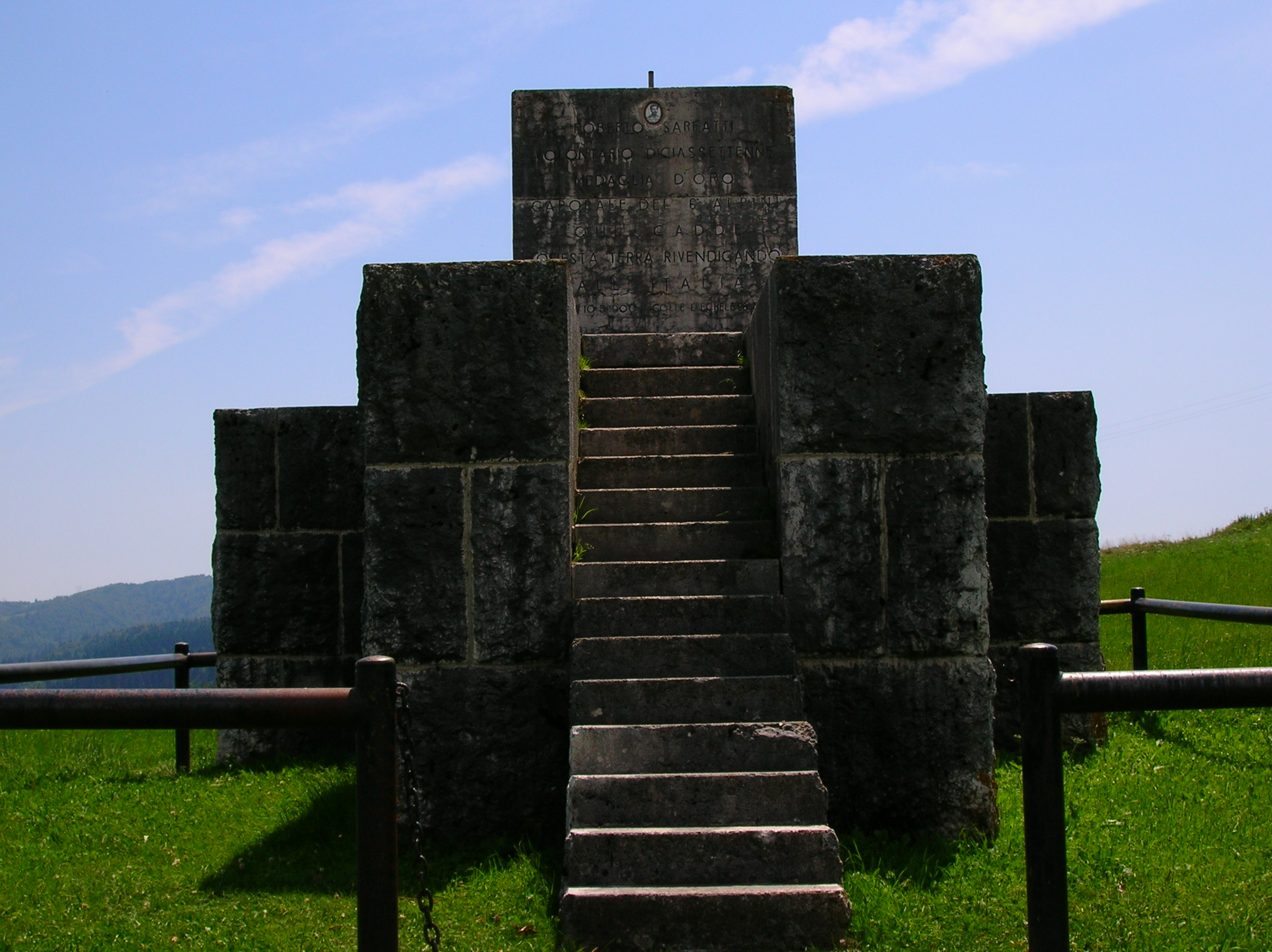
Monumento a Roberto Sarfatti - Sasso di Asiago 1934-35

## Opere

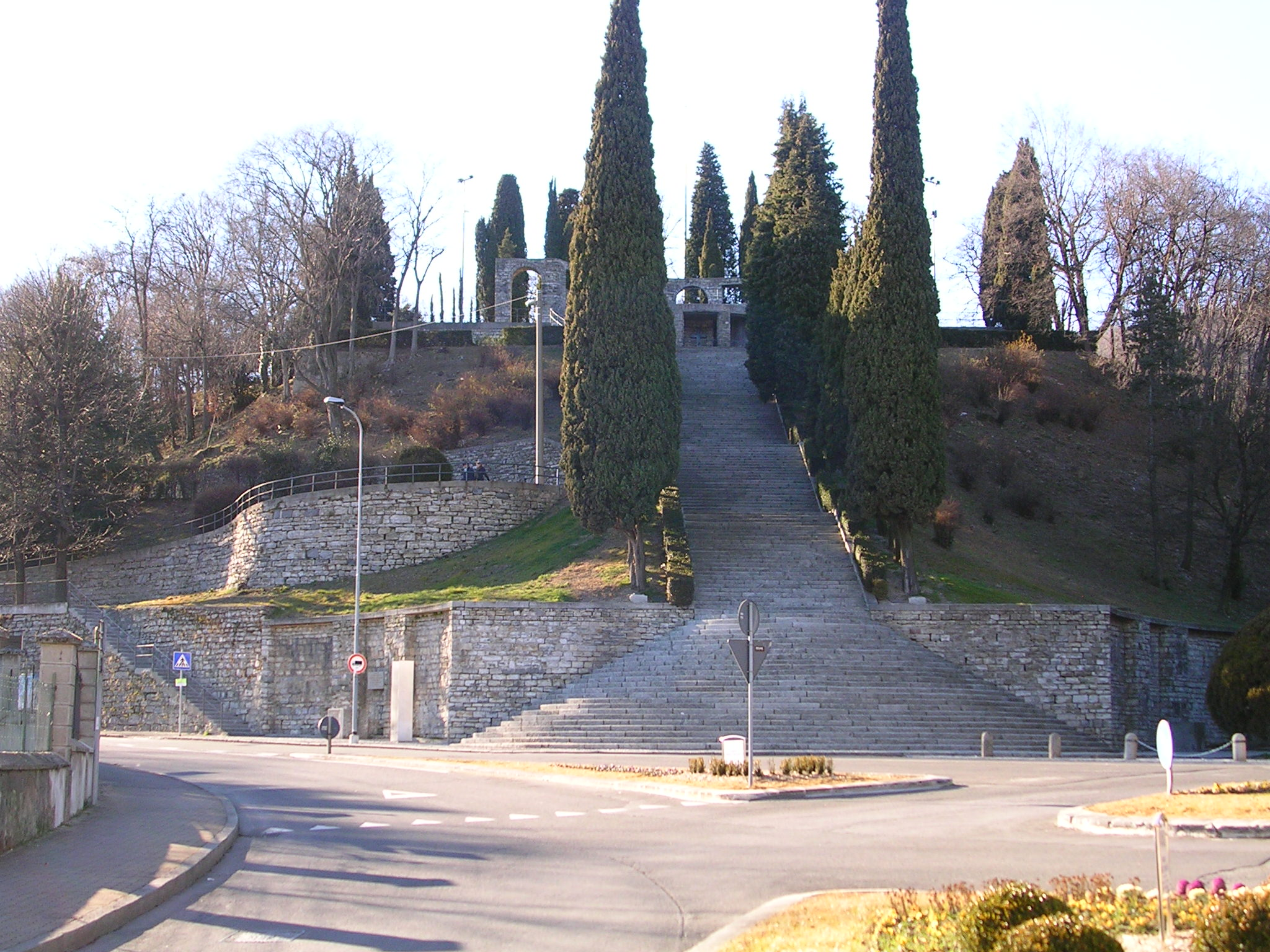
Monumento ai caduti della I Guerra Mondiale a Erba (CO) progettato e realizzato da Giuseppe Terragni, 1930

- Facciata dei primi due piani dell'albergo 'Metropole Suisse' a Como (1926-1927)
- Novocomum di Como (1927–29)
- Monumento ai Caduti della I Guerra Mondiale di Erba (CO) (1926 - 1932)
- Albergo Posta di Como (1930-1935)
- Monumento ai caduti di Como (1931 - 1932)
- Tomba Stecchini, Como (1932)
- Sala O della Mostra della Rivoluzione fascista a Roma (1932)
- Progetto per una Villa con darsena, s.l. (1932)
- Tomba Pirovano, Como (1936)
- Casa del Fascio di Como (1932-1936)
- Casa Rustici a Milano (1933-1935) in coll. con Pietro Lingeri
- Villa Lempicka a Brienno (CO), (1933), non eseguita
- Casa Toninello a Milano (1933) in coll. con Pietro Lingeri
- Casa Ghiringhelli a Milano (1933 in coll. con Pietro Lingeri
- Casa di vacanze sul lago per l'artista (progetto non realizzato per la V Triennale di Milano, 1933), con Cereghini, Dell'Acqua, Giussani, Lingeri, Mantero, Ortelli, Ponci, Radice e Nizzoli
- Monumento a Roberto Sarfatti sull'altopiano di Asiago (1934)
- Casa Lavezzari a Milano (1934) in coll. con Pietro Lingeri
- Casa Comolli-Rustici a Milano (1935) in coll. con Pietro Lingeri
- Villa per il floricoltore Bianchi a Rebbio (CO), 1935-37
- Progetto per una Villa sul lago, s.l. 1936
- Sala della monotautica e Sala del canottaggio alla Mostra nazionale dello sport in coll. con Pietro Lingeri
- Palazzo Terragni di Lissone, già Casa del Fascio, in Brianza, (1938-1940)
- Villa Bianca a Seveso (1936-1937)
- Asilo Sant'Elia di Como (1936-1937)
- Casa Pedraglio a Como (1935-1937)
- Villa per un floricoltore a Rebbio (1936-1937)
- Casa ad appartamenti Giuliani-Frigerio a Como (1939-1942)

### Studi e progetti non realizzati

#### Progetti presentati alla prima esposizione dell'architettura razionale a Roma, 1928
- 1927, Fonderia di tubi
- 1928, Officina per la produzione del gas, Como

#### Concorsi
- 1934, Concorso per il Palazzo Littorio a Roma, in coll. con Antonio Carminati, Pietro Lingeri, Marcello Nizzoli, Mario Sironi, Luigi Vietti, Ernesto Saliva
- 1937-38, Palazzo dei Congressi e dei Ricevimenti all'E.42, in collab. con Cesare Cattaneo e Pietro Lingeri

#### Progetti e studi
- 1938, (con Pietro Lingeri) Danteum a Roma

## Testimonianze
Testimonianze su Terragni circa il suo modo di lavorare nello studio:
(Luigi Zuccoli)
(Alberto Sartoris)
(Ico Parisi)
(Carlo Scalini)
Alberto Sartoris sul comportamento di Terragni nel cantiere riporta:
Mario Radice offre questa valutazione di Terragni nel contesto del Movimento Moderno:

## Giuseppe Terragni nei musei
- Pinacoteca di palazzo Volpi di Como